# Disterigma micranthum
Disterigma micranthum är en ljungväxtart som beskrevs av A. C. Smith. Disterigma micranthum ingår i släktet Disterigma och familjen ljungväxter. Inga underarter finns listade i Catalogue of Life.